# Elytrostachys
Elytrostachys là một chi thực vật có hoa trong họ Hòa thảo (Poaceae).

## Loài
Chi Elytrostachys gồm các loài: